# Ana Griselda Vegas
Anasaria Vegas Albornoz (La Azulita, Estado Mérida; 26 de julio de 1941) es una modelo venezolana. Fue la ganadora de la VIII edición del concurso Miss Venezuela, la cual se llevó a cabo en el Hotel Tamanaco. Fue coronada por Gladys Ascanio, Miss Venezuela 1960. Contaba con 19 años de edad al momento de su coronación, medía 1,67 m de estatura y vivía en la ciudad de Caracas. Viajó a Miami Beach, Florida, Estados Unidos, donde representó a su país en el certamen Miss Universo 1961, el 28 de julio de 1961. No clasificó.

## Miss Venezuela 1961
Cuadro final del Miss Venezuela 1961
- Miss Venezuela: Anasaria -Ana Griselda- Vegas Albornoz — Miss Caracas
- 1.ª. Finalista: Gloria Lilué Chaljub — Miss Distrito Federal
- 2.ª. Finalista: Bexi Cecilia Romero Tosta — Miss Aragua

Participantes en el Miss Venezuela 1961.
| - Miss Amazonas - Flor Núñez - Miss Anzoátegui - Nélida Ponce - Miss Apure - Zulema Fernández - Miss Aragua - Bexi Cecilia Romero Tosta - Miss Barinas - Dalia Rosales - Miss Carabobo - Elizabeth Bello - Miss Caracas - Ana Griselda Vegas Albornoz - Miss Departamento Libertador - Gisela Parra Mejías - Miss Departamento Vargas - Raquel Luy Franklin - Miss Distrito Federal - Gloria Lilué Chaljub - Miss Falcón - Yolanda Francisca Sierralta - Miss Guárico - Cecilia Urbina - Miss Lara - Elvia Pacheco Vivas - Miss Mérida - Gloria Parra - Miss Miranda - Isabel Martínez Toledo - Miss Portuguesa - Zenaida Hurtado Omaña - Miss Sucre - Migdalia Quijada Guillén - Miss Táchira - Alba Cárdenas Gómez - Miss Trujillo - Sara Porras - Miss Yaracuy - María Margarita Rivas - Miss Zulia - Norma Nash |